# Vivendi
Vivendi SE — французский медиаконгломерат. В сферы деятельности компании входят музыка, телевидение, фильмы, видеоигры, телекоммуникации и видеохостинг. Важнейшим активом Vivendi является медиахолдинг Groupe Canal+, а также рекламное агентство Havas, издательская группа Prisma Media, разработчик видеоигр Gameloft и стриминговый сервис Dailymotion. Штаб-квартира компании находится в Париже.

## История
Compagnie Générale des Eaux («Генеральная компания вод») была учреждена 14 декабря 1853 года декретом императора Наполеона III. Её акционерами стали богатые и знатные семьи того времени, самый крупный вклад в уставной капитал сделал Джеймс Ротшильд. Задачей компании была организация водоснабжения в городах Франции.
В 1980-х годах Générale des Eaux начала расширять деятельность как в смежные отрасли (энергетика, строительство, вывоз мусора, кабельное телевидение, здравоохранение) так и в другие страны (Испания, Португалия, Великобритания, США, Канада, Латинская Америка). В 1988 году была куплена строительная компания Société Générale d’Entreprise. В начале 1990-х годов Générale des Eaux стала крупнейшим оператором кабельного телевидения во Франции, а в 1991 году купила 21-процентную долю в Canal+. В середине 1990-х годов Générale des Eaux контролировала 2200 дочерних компаний в самых разных отраслях, но с 1996 года началась массовая распродажа активов с преобразованием из многопрофильного конгломерата в масс-медийную и телекоммуникационную группу. В 1997 году была куплена 30-процентная доля в компании Havas, а в следующем году она была поглощена полностью. В 1998 году также была поглощена компания Cendant Software (издатель компьютерных игр), и в том же году название Générale des Eaux было изменено на Vivendi, а строительное подразделение было отделено в самостоятельную компанию Vinci. В 2000 году девелоперское подразделение также стало самостоятельным под названием Nexity.
В 2000 году за 34 млрд долларов была куплена компания Seagram, включавшая звукозаписывающую Universal Music Group и кинокомпанию Universal Studios. В том же году были выкуплены остальные акции Canal+, название Vivendi было изменено на Vivendi Universal. В 2001 году были куплены компании MP3.com и Houghton Mifflin, выручка Vivendi Universal за этот год составила около 50 млрд долларов, а чистая прибыль — 2,1 млрд долларов. В 2001 году подразделения водоснабжения, коммунальных и транспортных услуг было выделено в компанию Veolia Environnement, акции которой были размещены на фондовых биржах Парижа и Нью-Йорка.
В 2002 году убытки Vivendi Universal составили 23,3 млрд евро (крупнейшие убытки в истории Франции), что было вызвано обесценением активов. Для покрытия убытков были проданы Houghton Mifflin, MP3.com, оставшиеся доли в компаниях Vinci и Veolia Environnement, а также миноритарные пакеты в ряде компаний. В 2004 году General Electric купила 80 % акций Universal Studios в результате была создана медиагруппа NBCUniversal, также была продана немецкая кинокомпания Babelsberg Studio (она была куплена в 1992 году). В апреле 2006 года Vivendi Universal вернулась к названию Vivendi. Также в 2006 году была поглощена Sterling Entertainment Group.
В середине 2008 года подразделение компьютерных игр Vivendi Games было объединено с компанией Activision в новую компанию Activision Blizzard, в которой Vivendi имела долю 52 %. В июле 2013 года Activision Blizzard выкупила часть своих акций у Vivendi, став самостоятельной компанией. В 2014 году были проданы французский мобильный оператор SFR и бразильская телекоммуникационная компания Global Village Telecom. В 2015 году Vivendi купила 80 % акций стримингового сервиса Dailymotion за 295 млн долларов. С 2015 года Vivendi начала скупать акции разработчика видеоигр Gameloft и 27 мая 2016 года совершила его враждебное поглощение; сразу после покупки основатель Gameloft Мишель Гиймо, покинул пост главы компании. В 2019 году было куплено одно из крупнейших издательств Франции, Editis, однако уже в ноябре 2023 года оно было продано чешскому миллиардеру Даниэлю Кретинскому. В декабре 2020 года Vivendi объявила о покупке французской медиа-группы Prisma Media у Bertelsmann.
В сентябре 2021 года было проведено размещение акций Universal Music Group на бирже Euronext Amsterdam, Vivendi сохранила себе только 10 % акций. В середине декабря 2024 года было проведено IPO ещё трёх дочерних компаний: акции Groupe Canal+ были размещены на Лондонской фондовой бирже, Havas — на Euronext Amsterdam, а Louis Hachette Group — на Euronext Paris.

## Собственники и руководство
Крупнейшим акционером Vivendi является группа Bolloré (29,46 % акций по состоянию на 2022 год), сотрудникам принадлежит 2,77 % акций, самой компании и её дочерним структурам — 7,57 % акций.
- Янник Боллоре (Yannick Bolloré, род. 1 февраля 1980 года) — председатель наблюдательного совета с 2018 года, также возглавляет группу Havas и является вице-председателем семейной группы Боллоре.
- Арно Пуифонтен (Arnaud de Puyfontaine, род. 26 апреля 1964 года) — председатель правления и генеральный директор с июня 2014 года.

## Деятельность
Выручка за 2022 год составила 9,6 млрд евро, её распределение по регионам: Франция — 46 %, остальная Европа — 25 %, Америка — 15 %, Азия и Океания — 5 %, Африка — 10 %. Основными источниками выручки были плата за подписку (54 %), реклама (34 %), лицензирование интеллектуальной собственности (7 %), продажа товаров (5 %).
Подразделения по состоянию на 2022 год:
- Groupe Canal+ — платные и бесплатные телеканалы во Франции, странах Бенилюкс, Польше, Центральной Европе, ЮАР и Вьетнаме, производство кинофильмов, телесериалов и телепрограмм,, включает дочерние компании France Canal+, Canal+ International, Studiocanal, 61 % выручки;
- Havas — реклама и связи с общественностью, 29 % выручки;
- Prisma Media[фр.] — выпуск журналов (Voici, Femme Actuelle, Geo, Télé-Loisirs, Capital и другие), онлайн-видео, 3 % выручки;
- Gameloft — разработчик компьютерных игр, 3 % выручки;
- Vivendi Village — организация концертов, продажа билетов во Франции, Великобритании, США, Нидерландах и Швейцарии, 2 % выручки;
- Dailymotion — дочерние компании Dailymotion и Group Vivendi Africa, 1 % выручки;
- Инвестиции:
  - Universal Music Group (10 %) — звукозаписывающая компания;
  - Lagardère (57,7 %) — французская медиагруппа;
  - Telecom Italia (23,75 %) — итальянская телекоммуникационная компания;
  - FL Entertainment (19,8 %) — нидерландская компания, производитель видеопрограмм и оператор ставок на спорт;
  - MediaForEurope (20,8 %) — итальянская медиагруппа;
  - MultiChoice[англ.] (25 %) — южноафриканская компания, оператор спутникового телевидения.

В списке крупнейших публичных компаний мира Forbes Global 2000 за 2023 год Vivendi заняла 1265-е место.
Оборот в 2008 — €25,39 млрд (рост на 17,2 %), чистая прибыль — €2,6 млрд (сократилась на 0,8 %).